# Билий камин (Лвовска област)
Вижте пояснителната страница за други значения на Билий камин.
Билий камин (на украински: Білий Камінь) е село в Галиция, Западна Украйна, Золочевски район на Лвовска област. Населението му е около 776 души.

## История
При избухването на Балканската война в 1912 година един човек от Бели камен, Галиция е доброволец в Македоно-одринското опълчение.

## Личности
Родени в Билий камен
- Александър Лех, македоно-одрински опълченец, Лозенградска партизанска дружина,[2] четник на Михаил Думбалаков.[3]